# Djedefra
Djedefra a fost faraon al Egiptului antic, succesor și fiul lui Khufu, mama lui nefiind cunoscută.

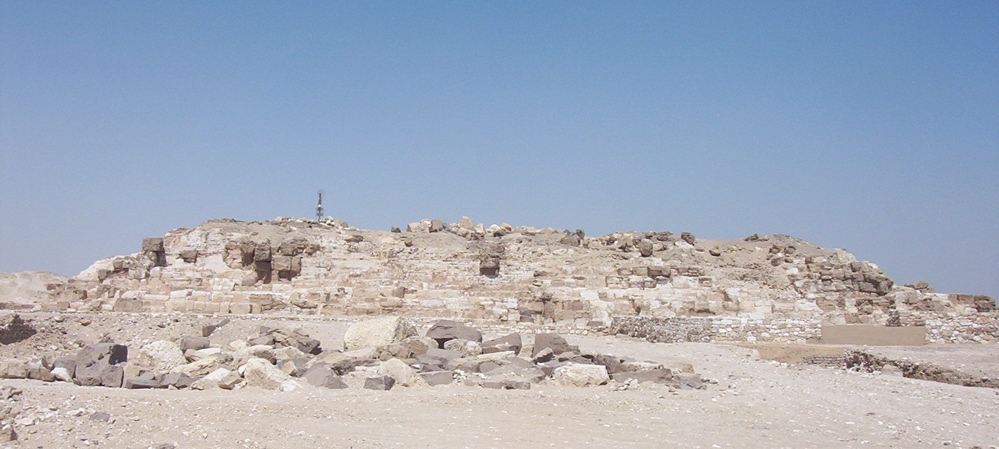
Piramida lui Djedefra-Abu Roash

S-a căsătorit cu sora sa vitrgă Hetepheres II, fapt care e posibil sa fi fost necesar pentru a legitimiza pretenția sa la tron dacă mama lui era una din soțiile de rang inferior a lui Khufi. Djedefra a avut și o altă soție, pe Khentet-en-ka cu care a avut (ce puțin) trei fii, Setka, Baka și Hernet și o fiică, Neferhetepes.
Lista Regilor din Turin îl creditează cu o domnie de opt ani, dar cel mai mare număr ca ani de domnie ai acestuia este anul 11 al numărării vitelor (aceasta ar însemna că Djedefra a condus pentru cel puțin unsprezece ani - dacă numărarea vitelor se făcea anual sau 21 ani in caz că aceasta se făcea bienal).
Djedefra  a fost primul ce a folosit titlul de "Fiu al lui Ra", ceea ce dovedește creșterea influenței cultului Zeului Soare Ra.
El a continuat deplasarea spre nord prin construirea piramidei sale (acum in ruină) la Abu Rawash (aproximativ 8 km la nord de Giza-fiind cea mai nordică parte a complexului de la Memphis).  În 2004, dovezi ale ipotezei că Djedefra ar fi construit Sfinxul in chipul tatălui său, au fost prezentate de egiptologul francez  Vassil Dobrev.